# Lostorf
Lostorf est une commune suisse du canton de Soleure, située dans le district de Gösgen.

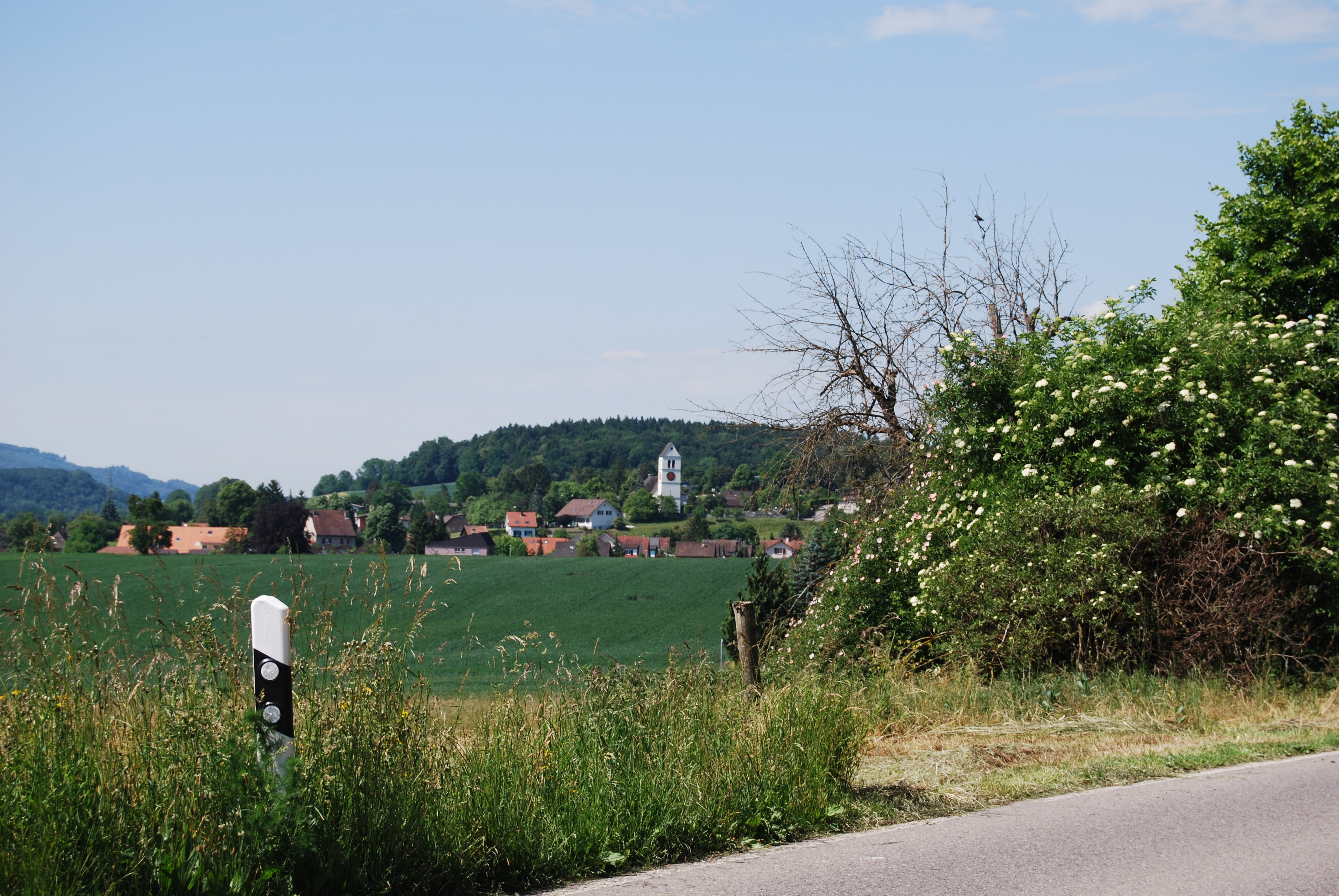
Lostorf

Vue aérienne (1953)